# Бейсембаев, Жакыпбек
Жакыпбе́к Бейсемба́ев, другой вариант фамилии — Бейсенбаев (каз. Жақыпбек Бейсенбаев; 1896 год — 1961 год) — старший чабан колхоза «Уштобе» Каркаралинского района Карагандинской области, Казахская ССР. Герой Социалистического Труда (1948).

## Биография
С 1929 года трудился чабаном в колхозе Уштобе Каркаралинского района (позднее — совхоз имени Фрунзе). Потом был назначен старшим чабаном.
На протяжении нескольких зим сохранял поголовье отары без потерь, достигал высоких показателей по сбору каракуля и шерсти. В 1947 году получил в среднем по 125 ягнят от 100 овцематок. В 1948 году удостоен звания Героя Социалистического Труда «за получение высокой продуктивности животноводства в 1947 году при выполнении колхозом обязательных поставок сельскохозяйственных продуктов и плана развития животноводства».
Умер в 1961 году.

## Награды
- Герой Социалистического Труда — указом Президиума Верховного Совета СССР 23 июля 1948 года
- Орден Ленина — дважды (23.07.1948; 12.07.1949)
- Орден Трудового Красного Знамени (29.03.1958)